# Macrostomus arcucinctus
Macrostomus arcucinctus är en tvåvingeart som beskrevs av Mario Bezzi 1909. Macrostomus arcucinctus ingår i släktet Macrostomus och familjen dansflugor. Inga underarter finns listade i Catalogue of Life.